# Кіреші
Кі́реші — село в Хустській міській громаді у Закарпатській області в Україні. Село розташоване за 300 м на схід від міста Хуст.

## Релігія
Церква св. Петра і Павла. 1990. (УПЦ)
Цегляну церкву спорудили з 1988 до 1990 р. місцеві майстри. Це перша церква в селі. Найближче відношення до будівництва мав священик о. Василь. Видовжене приміщення утворює в плані хрест завдяки бічним прибудовам, а на перехресті зведено монументальну вежу з цибулястою главою.
Поруч збудували каплицю, де моляться поки провадиться будівництво. Дзвони розташовано в простій каркасній дзвіниці.

## Географія
В урочищі Кіреші (на схід від села) знаходиться заповідний масив «Долина нарцисів». З 1992 р. у складі Карпатського біосферного заповідника входить до міжнародної мережі біосферних резерватів ЮНЕСКО. Заповідник розташований на висоті 180—200 м над рівнем моря, у північно-західній частині Хустсько-Солотвинської улоговини, на стародавній терасі Тиси. Заповідна територія займає рівнинну ділянку в заплаві річки Хустець. Поряд з природними водотоками на території масиву розташовані штучні — канали меліоративної системи.
В урочищі Кіреші (на схід від села) знаходиться заповідний масив «Долина нарцисів». З 1992 р. у складі Карпатського біосферного заповідника входить до міжнародної мережі біосферних резерватів ЮНЕСКО.

## Населення
За переписом населення України 2001 року в селі мешкало 1390 осіб.

### Мова
Розподіл населення за рідною мовою за даними перепису 2001 року:
| Мова       | Кількість | Відсоток |
| ---------- | --------- | -------- |
| українська | 1384      | 98.58%   |
| російська  | 20        | 1.42%    |
| Усього     | 1484      | 100%     |

## Туристичні місця
- храм св. Петра і Павла. 1990.
- В урочищі Кіреші (на схід від села) знаходиться заповідний масив «Долина нарцисів». 